# Gageïta
La gageïta és un mineral de la classe dels silicats. Va ser anomenada en honor de Robert Burns Gage (1875-1946), químic del New Jersey Highway Department.

## Característiques
La gageïta és un inosilicat de fórmula química Mn21(Si₄O₁₂)₂O₃(OH)20. Cristal·litza en el sistema monoclínic. Els cristalls acostumen a contenir també els dos politipus que existeixen de gageïta: gageïta-1A i gageïta-2M. La seva duresa a l'escala de Mohs és 3. És l'anàleg mineral amb manganès (II) de la balangeroïta.
L'exemplar que va servir per a determinar l'espècie, el que es coneix com a material tipus, es troba conservat al: Museu Nacional d'Història Natural de la Smithsonian Institution (Washington DC), (r6444, 86845).
Segons la classificació de Nickel-Strunz, la gageïta pertany a «09.DH - Inosilicats amb 4 cadenes senzilles periòdiques, Si₄O₁₂» juntament amb els següents minerals: leucofanita, ohmilita, haradaïta, suzukiïta, batisita, shcherbakovita, taikanita, krauskopfita, balangeroïta, enigmatita, dorrita, høgtuvaïta, krinovita, makarochkinita, rhönita, serendibita, welshita, wilkinsonita, safirina, khmaralita, surinamita, deerita, howieïta, taneyamalita, johninnesita i agrel·lita.

## Formació i jaciments
La gageïta és un mineral d'etapes tardanes que es forma a baixes i mitjanes temperatures. Va ser descobert a la mina Franklin, Franklin (Comtat de Sussex, Nova Jersey, Estats Units) implantat en altres espècies en fissures i cavitats de solució, en una mena de zinc estratiforme metamorfosada. També ha estat descrits a Corea del Sud, els Estats Units, Itàlia, el Japó, Rússia, Sud-àfrica i Suècia.